# Bedizzole
Bedizzole est une commune italienne de la province de Brescia dans la région Lombardie en Italie.

## Administration
| Période                                  | Période | Identité | Étiquette | Qualité |
| ---------------------------------------- | ------- | -------- | --------- | ------- |
|                                          |         |          |           |         |
| Les données manquantes sont à compléter. |         |          |           |         |

### Hameaux
Bussago, Campagnola, Cantrina, Cogozzo, Macesina, Masciaga, Monteroseo, Piazza, Pontenove, Salago, San Rocco, San Tomaso, San Vito, Sedesina

### Communes limitrophes
Calcinato, Calvagese della Riviera, Lonato del Garda, Mazzano, Nuvolento, Nuvolera, Prevalle